# Brun snabbagge
Brun snabbagge (Anthicus umbrinus) är en skalbaggsart som beskrevs av Laferté-sénectère 1848. Brun snabbagge ingår i släktet Anthicus, och familjen kvickbaggar. Enligt den finländska rödlistan är arten akut hotad i Finland. Arten är reproducerande i Sverige. Artens livsmiljö är sandstränder vid Östersjön.